# 里奇蘭鎮區 (堪薩斯州哈維縣)
里奇蘭鎮區（英語：Richland Township）為美國堪薩斯州哈維縣轄下的鎮區。2010年美国人口普查中此鎮區人口有367人。

## 地理
里奇蘭鎮區涵蓋總面積為94.3平方（36.42平方英里），其中陸地面積為94.1平方（36.35平方英里），水域面積為0.18平方（0.07平方英里）或0.19%。海拔高度430（1,410英尺）。

## 人口統計
根據2010年美國人口普查，里奇蘭鎮區人口有367人，其中男性有185人，女性有182人，人口密度為每平方公里3.89人，住房計130戶。鎮區內的白人有362人，非裔美國人有2人，美洲原住民有0人，亞裔美國人有0人，太平洋島裔美國人有0人，其他種族有0人，混血種族則有3人。此外鎮區內有5人為西班牙裔或拉丁裔美國人。此鎮區之年齡中位數為44.5歲，而男性年齡中位數為44.5歲，女性年齡中位數為44.5歲。

## 交通

### 主要公路
- 196號堪薩斯州州道